# Mesene reda
Mesene reda är en fjärilsart som beskrevs av Doubleday 1847. Mesene reda ingår i släktet Mesene och familjen Riodinidae. Inga underarter finns listade i Catalogue of Life.